# أغبلاغ هشترود
أغبلاغ هشترود هي قرية في مقاطعة هشترود، إيران. عدد سكان هذه القرية هو 118 في سنة 2006.